# 1908년 하계 올림픽 오스트리아 선수단
1908년 하계 올림픽 오스트리아 선수단은 영국 런던에서 개최된 1908년 하계 올림픽에 참가한 올림픽 오스트리아 선수단이다.

## 참고 자료
- (영어) “Austria at the 1908 London Summer Games”. SR/Olympic Sports. 2010년 2월 1일에 원본 문서에서 보존된 문서. 2011년 10월 13일에 확인함.